# 东区污水处理厂旧址
东区污水处理厂旧址，又称东区污水处置所、东区污水厂、东区水质净化厂，简称“东厂”，是上海市文物保护单位之一、上海市优秀历史建筑之一，位于上海市河间路1283號。东厂由上海公共租界工部局建于1926年，采用活性污泥法为污水处理工序，为上海史上首批污水处理设施之一，并且是全世界唯一一家完全沿用活性污泥法而运作至今的污水处理厂。旧址现已改为上海排水科技馆，并维持一定运作。現隸屬於上海城投污水处理有限公司。

## 历史
20世纪之初，上海公共租界西式房屋的厕所开始设有冲水设备，不再是以往的旱厕；其后，公共租界工部局逐步在租界内各地开始污水处理试验，兴建排水管道和污水处理设施。作为冲水厕所排污系统建设的一部分，东区污水处理厂（简称东厂）就是在这个背景下由公共租界工部局建造的，投资、设计、建造均由英国人负责；东厂1923年动工、1926年落成，为上海史上首批污水处理设施之一。东厂负责处理今延安东路以北、河南路以东至南浔路泵站一带的污水，当中以今虹口区、杨浦区和河南中路以东的黄浦区（不含南市区）为主。虽然当时东厂的运作规模很小，但是它的建成舒缓了水污染问题。1932年，东厂每天平均处理153万加仑的污水。1930年代中后期，东厂两度扩建，增加设备。抗日战争期间，东厂的部分设备停用或受损。
在中华人民共和国成立后的1950年代，东厂继续沿用。1954年，东厂扩建，污水处理能力得到提升；应上海的工人新村建设，控江、凤城、鞍山、长白等多个新村的污水纳入东厂负责范围。东厂在1964年再度扩建和更新设备。到了1979年，东起军工路、西至河南中路、南临黄浦江、北迄走马塘一带内的污水都归东厂负责处理，这个范围共有13平方公里。不过，由于要处理的污水量增加，东厂出现超负荷运转的问题，污水处理效能下降，于是在1989年再次进行改建和增建。到1995年，东厂每天实际处理3万立方米的污水。2002年，东厂日均处理污水2.9万立方米，服务人口80万人。
东区污水处理厂旧址在1999年列入上海市优秀历史建筑，其后列入杨浦区文物保护单位。到了2006年前后，上海市污水治理三期工程完工，来自控江路地区的污水改由竹园第二污水处理厂处理，不再流入东厂。彼时，东厂在污水处理系统的角色已经被取代，并基本停止运作。不过，由于污水厂的特殊性质，如果厂内设施在缺乏恰当保护措施下停止运作、处于闲置，就有机会出现破败。2008年，厂区中三个闲置的污泥池被改建为生态池塘。
2009年上海市政协十一届二次会议期间，市政协委员卢永毅（建筑学者）与陈玲（环境科学学者）提交《关于将杨浦区东区污水厂留作永久性污水处理技术博物馆的建议》，希望东厂停止运作后可以作为城市污水处理展馆，提供科研、教育、娱乐三方面的用途。负责办理此提案的上海市水务局在同年3月决定采纳提案，并在12月18日接待陈玲、卢永毅等市政协委员来东厂实地考察，向他们介绍处理进度，委员则建议日后建成的博物馆能够显示东厂作为工业遗产保护价值、保留东厂的深层次工业文化内涵、做到可持续发展。但是，水务局过了两年还没有提出具体的保护方案，市政协委员卢永毅、陈玲、凤懋伦于是再次联名呼吁尽快开展保护工作。对此，水务局在2012年回应指，正在搜集东厂的历史资料、确定东厂改成博物馆后的设计方案，前一年已投放117万人民币作为东厂的保留改造专项经费。
东厂最终成功改造为博物馆，命名为“上海排水科技馆”，用于向公众介绍水处理知识，并免费招待参观，获列入杨浦区科普教育基地。同时，为了保存厂内污水处理设备的功能，东厂运作至今，每日处理2,400吨污水；厂内两个辐流式二次沉淀池也被改造为人工湿地。改建后的东厂厂区分为入口展示、办公、污水处理及室内外展示和生态角等若干区域。室外展区依处理工序布置游览路线，展示了污水处理的全过程；压缩机房和鼓风机房则成为室内展馆。2014年，东区污水处理厂旧址列入上海市文物保护单位。旧址亦在2018年的中国工业遗产保护名录榜上有名。2019年8月，东区污水处理厂停止运行，原先服务黄浦部分区域、虹口、杨浦的污水处理任务由竹园污水处理厂继续承担。

## 结构与运作
东区污水处理厂位于杨浦区定海路街道河間路1283號，占地面积25827平方米。

### 污水处理设备

#### 工序流程
东厂采用传统的活性污泥法对污水进行二级处理，是全世界唯一一家完全沿用活性污泥法而运作至今的污水处理厂。首先，污水由各地的中途泵站输送至东厂内。污水经泵房和格栅流进沉淀池，再输送到曝气池，曝气池的微生物把污水里的有机废物吸附掉，产生污泥。然后，水和污泥的混合物由曝气廊道分配到二次沉淀池，污泥在池中沉降，这样就可以把净水和污泥分离开去。净水从二次沉淀池的管道排出，流到复兴岛运河。最后，污泥再次沉淀，然后运出：在湿污泥池、污泥管道、污泥泵站落成之前，污泥会排入污泥乾化床，再由承包单位派民工运出去；待这些设备在1958年建成后，污泥会经由管道输送到位于军工路的粪码头（用作运粪便上船的专用码头），然后由船只运出，作为肥料使用，直至20世纪90年代为止。之后，东厂的污泥改用脱水后外运的方法处置。

#### 设备发展与变动
东厂在落成之初设有1座泵房、4组曝气池（共16条曝气廊道，每条廊道可容纳500立方米污水）、6座竖流式二次沉淀池、1座空气压缩机房、33座污泥乾化床。其后，东厂于1935年7月增建4座初次沉淀池，并建造附设的机器和管道，1936年5月投入运作。1937年，东厂增建一座奥氏真空吸滤机房，并采用英国制造的滤机。
1950年代之初，东厂加建2座平流式二次沉淀池，此后厂内设备每天最多能够处理2.2万立方米污水。1958年，东厂增建湿污泥池、剩余污泥泵站，附近也铺设了污泥管道；此后，污泥可以从东厂经管道直接运到粪码头，不需再由民工运出。1964年，东厂增建2座辐流式二次沉淀池、1座污泥回流泵房，改建进水泵房，改进曝气池的配水条件，并把曝气池的传统曝气工序改为吸附再生曝气工序。该工序启用后，曝气池中一部分用作吸附池，一部分用作再生池，20世纪70年代时，两者的比例约为5:3。1989年，东厂鼓风机房新设4台多级离心风机，而曝气池的布气管道也予以改造。
到了2015年，东厂只使用其中8条曝气廊道，并且是轮换使用。

### 辅助建筑
东厂的辅助建筑有办公楼、机器维修车间、变电间、配电间、除尘室等。
办公楼占地227平方米，楼高二层，建筑面积为455平方米；建筑结构为钢筋混凝土框架结构，风格为装饰风艺术。办公楼女儿墙压顶有层层收进的线脚，大门为拱券设计，户下面有横向装饰带。
机器维修车间本来用作压缩机房，占地276平方米，只有一层，采用钢筋混凝土结构，建筑风格类近于办公楼。车间顶部配备起吊设备，内部设有若干支撑廊柱。